# محمد أكغون
محمد أكغون (بالتركية: Mehmet Akgün)‏ لاعب كرة قدم تركي من مواليد 6 أغسطس 1986 في بيليفيلد، ألمانيا.

## المسيرة
بدأ مسيرته الاحترافية عام 2003 مع بوروسيا دورتموند الثاني ولعب معهم 104 مباراة وسجل 4 أهداف وأستدعي عدة مرات للفريق الأول ولعب معهم في مباراتين رسميتين.
في عام 2008 أنتقل إلى الدوري الهولندي لنادي فيليم تيلبورغ وأستمر معهم حتى عام 2010 في 31 مباراة وبعد ذلك أنتقل إلى غنتشلربيرليغي في الدوري التركي حتى عام 2012.
ولعب لعدة أندية أخرى في الدوري التركي من عام 2012 منها بشيكتاش وقيصري إيرسيسبور وكارسياكا و كساتامونو سبور حتى عام 2017.
وفي عام 2018 انضم إلى مالتيبيسبور ومازال يلعب في صفوفهم.

## روابط خارجية
- محمد أكغون على موقع الاتحاد الأوربي (الإنجليزية)
- محمد أكغون على موقع اتحاد تركيا (لاعب) (الإنجليزية)
- محمد أكغون على موقع قاعدة بيانات كرة القدم.إي يو (الإنجليزية)
- محمد أكغون على موقع بيانات كرة القدم. دي إي (الألمانية)
- محمد أكغون على موقع عالم كرة القدم.نت (الإنجليزية)